# گلینتسندورف
گلینتسندورف (به آلمانی: Glinzendorf) یک منطقهٔ مسکونی در اتریش است که در ناحیه گنزرندورف واقع شده‌است. گلینتسندورف ۲۵۵ نفر جمعیت دارد.